# Vittsjö socken
Vittsjö socken i Skåne ingick i Västra Göinge härad, ingår sedan 1974 i Hässleholms kommun och motsvarar från 2016 Vittsjö distrikt.
Socknens areal är 156,29 kvadratkilometer varav 148,93 land.  År 2000 fanns här 2 593 invånare. Tätorten Emmaljunga samt tätorten Vittsjö med sockenkyrkan Vittsjö kyrka ligger i socknen.

## Administrativ historik
Socknen har medeltida ursprung. 
Vid kommunreformen 1862 övergick socknens ansvar för de kyrkliga frågorna till Vittsjö församling och för de borgerliga frågorna bildades Vittsjö landskommun. Landskommunen utökades 1952 och upplöstes 1974, då denna del uppgick i Hässleholms kommun.
1 januari 2016 inrättades distriktet Vittsjö, med samma omfattning som församlingen hade 1999/2000.  
Socknen har tillhört län, fögderier, tingslag och domsagor enligt vad som beskrivs i artikeln Västra Göinge härad. De indelta soldaterna tillhörde Norra skånska infanteriregementet, Västra Göinge kompani och Skånska husarregementet, Liv skvadronen, överstelöjtnantens kompaniet.

## Geografi
Vittsjö socken ligger norr om Hässleholm kring Verumsån och Vittsjön. Socknen är en småkuperad moss- och sjörik skogsbygd med höjder som i Hörjaåsen når 160 meter över havet.

## Fornlämningar
Från stenåldern finns boplatser. Ruinerna efter Vittsjö borg ligger här.

## Namnet
Namnet skrevs 1513 Wisse och kommer från kyrkbyn vid Vissjön. Sjönamnet innehåller with, 'skog' eller alternativt adjektivet vid..